# E fatt o' giallo
E fatt o' giallo è un singolo del rapper italiano Vale Lambo, pubblicato il 23 aprile 2019.

## Video musicale
Il video del brano è stato pubblicato il 9 maggio 2019 sul canale YouTube di Vale Lambo.